# Flugauto

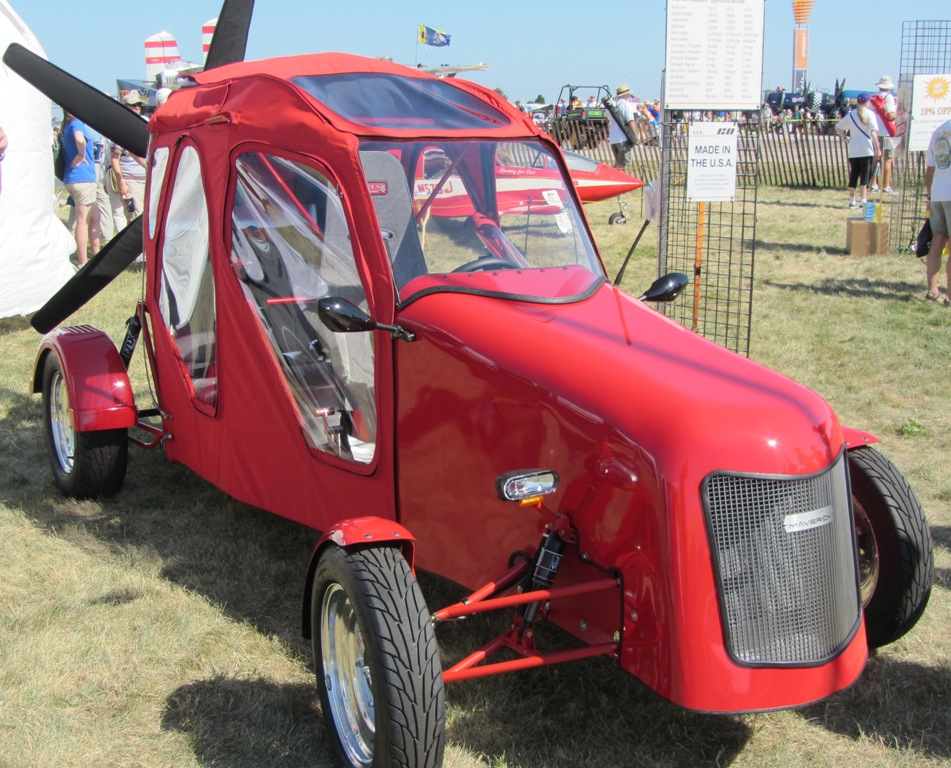
Gleitschirmbasierter I-TEC Maverick, 2012

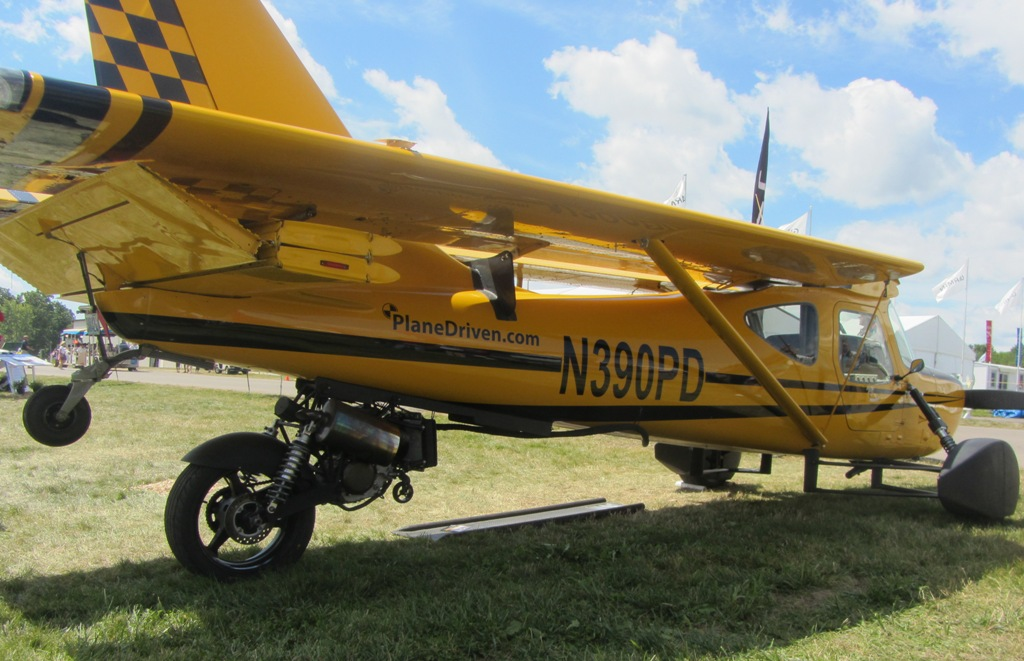
Plane Driven PD-2, 2013, eine modifizierte Glasair Sportsman 2+2

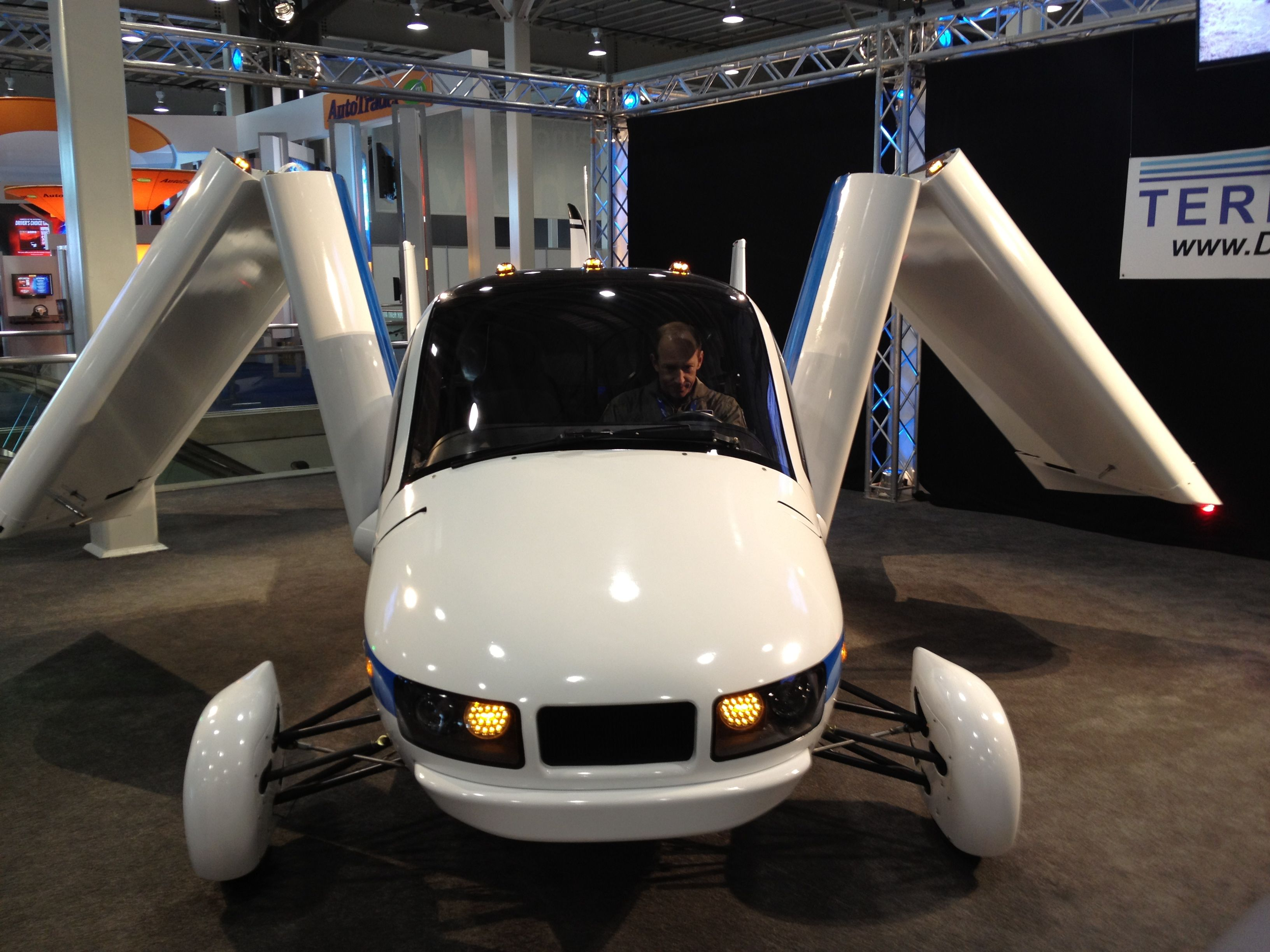
Terrafugia Transition, 2009, beim Ausklappen der Flügel

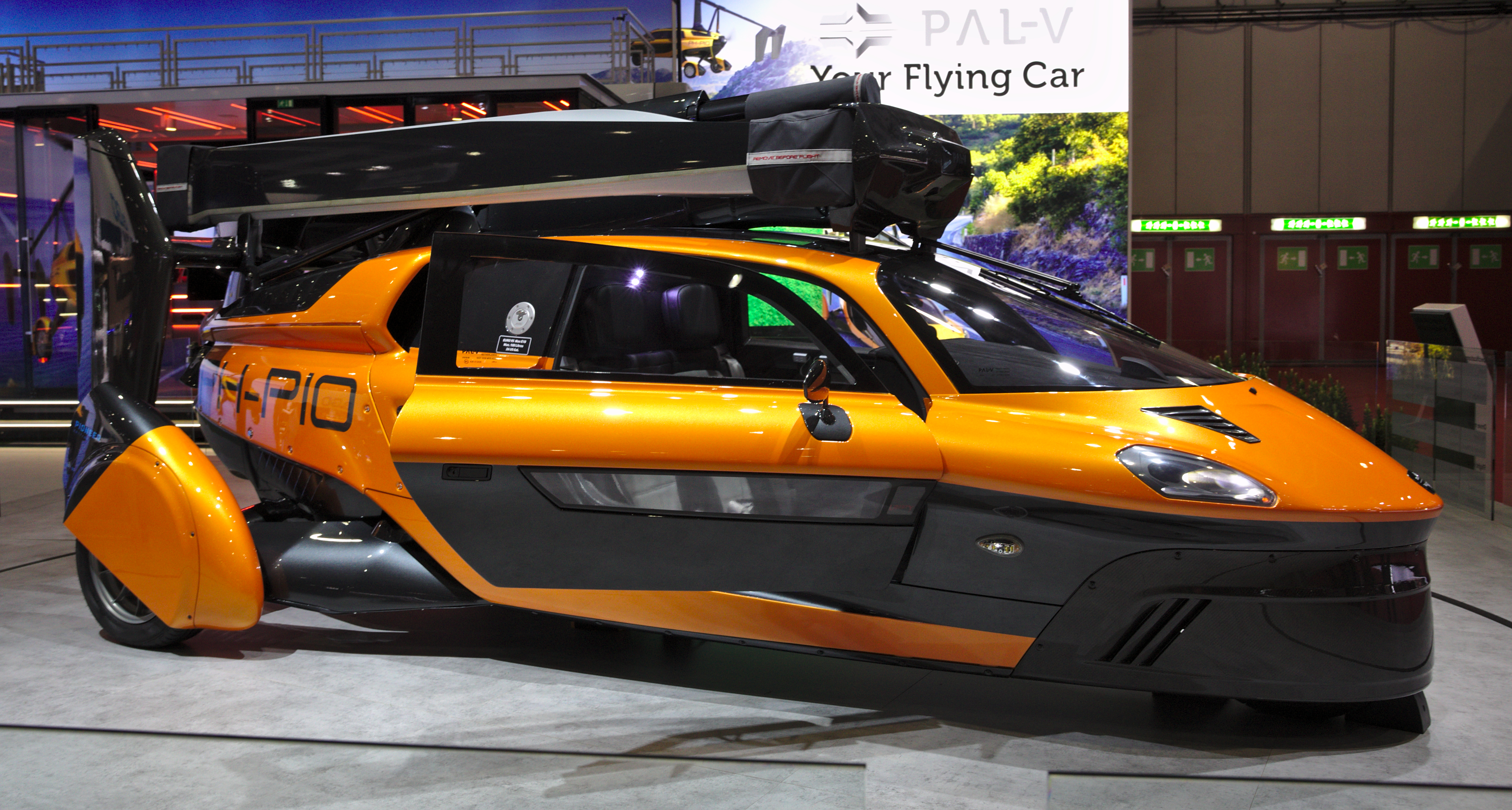
PAL-V auf dem Genfer Auto-Salon 2019

Ein Flugauto ist ein Beförderungsmittel, das sowohl als Luftfahrzeug als auch als Automobil dient. Flugautos gibt es seit Mitte der 1930er Jahre in Form experimenteller, aber funktionierender Prototypen. Eine Fertigung in höheren Stückzahlen sowie gesetzliche Regelungen für die Nutzung gibt es bisher nicht. In den Nachkriegsjahrzehnten gab es in Science-Fiction und Futurologie die Vorstellung, das fliegende Auto werde im 21. Jahrhundert das gängige Transportmittel, was sich jedoch bisher nicht bewahrheitet hat. 

## Begriffliche Abgrenzung zu anderen Fahrzeugen
Im engeren Sinne ist ein Flugauto ein Mehrpersonentransportmittel, das in Kombination beides ist: sowohl ein Luftfahrzeug als auch ein Landfahrzeug, und das am Boden über alle notwendigen Einrichtungen verfügt, um so wie jedes andere Auto am städtischen und ländlichen individuellen Straßenverkehr teilzunehmen. In diesem engeren Sinne wird es auch als „straßenfähiges Flugzeug“ (englisch roadable aircraft) bezeichnet.
Im weiteren Sinne dagegen ist ein Flugauto jedes fliegende Gefährt, das mehrere Personen „Auto-ähnlich“, also von Haustür zu Haustür durch die Luft befördert, auch in autoähnlicher Fahrzeuggröße, aber durchaus ohne Räder. Ein Flugauto im weiteren Sinne muss also nicht am Straßenverkehr teilnehmen können und heißt in dieser erweiterten Bedeutung auch einfach „fliegendes Auto“ (englisch flying car). Somit ist dies der Oberbegriff für „straßenfähiges Flugzeug“.
Allerdings ist diese vor allem im englischen Sprachraum getroffene Trennung unscharf und wird uneinheitlich verwendet. Teilweise wird zu Werbezwecken auf den grammatikalischen Unterschied Wert gelegt, ob „Auto“ oder „Flugzeug“ das Substantiv oder das Adjektiv des Gesamtwortes darstellen.
Der Begriff Hovercar (englisch für „Schwebe-Auto“) zielt auf die limitierende Eigenschaft hin, nach dem Abheben lediglich den Bodeneffekt, den Luftkisseneffekt oder ggf. andere z. T. heute noch kaum oder gar nicht nutzbare bodennahe Kräfte (z. B. magnetischer oder gravitativer Art) nutzen zu können. Hovercars sind im engeren Sinne keine Flugautos, da sie nicht hoch fliegen, aber auch nicht wirklich „fahren“ können. In den weiteren Sinn des Begriffes Flugauto würden sie jedoch durchaus passen, falls der Transport von Haustür zu Haustür möglich ist und unterwegs ein Teil der Strecke fliegend überwunden werden kann.
Auch auf die Größe eines PKWs faltbare Flugzeuge wie z. B. das ICON A5 Folding Plane von ICON Aircraft sind nicht in jedem Falle Flugautos. Die Bedingung, selbst am Straßenverkehr teilnehmen zu können, ist für ein Flugauto im engeren Sinne bindend. Und für die Bedeutung eines Flugautos im weiteren Sinne bedarf es einer Landefähigkeit auf kleinster Fläche direkt vor jeder beliebigen Haustür. Ein privater Flugplatz vor der Haustür im australischen Outback erfüllt diese Bedingung ebenso nicht wie ein See vor dem Haus, wenn das Luftfahrzeug nicht jedes beliebige andere Haus mit Straßenanbindung ebenfalls erreichen kann.
Als Oberbegriff, der auch nicht-autoähnliche, extrem kleine oder Ein-Personen-Luftfahrzeuge mit einschließt, entstand außerdem der englische Begriff Personal Air Vehicle (englisch für „Persönliches Luftfahrzeug“) unter den z. B. die NASA-Konzepte „Puffin“ oder „Spiral Duct“, aber auch Ein-Personen-Motorräder wie die der Firma Sky Cycle fallen. Die genannten Fahrzeuge sind im engeren Sinne keine Flugautos, da sie keine zweite Person befördern können. Andererseits können Flugautos im weiteren Sinne somit durchaus unter den Begriff Persönliche Luftfahrzeuge fallen.
Nicht unter den Begriff Flugauto fallen außerdem z. B. die autoähnlichen fliegenden Modelle zu Showzwecken der Firma Gearfactor, da sie keine Personen befördern können.

## Videoübersicht zu den wichtigsten Modellen
Die folgende Übersicht zeigt ein jeweils passendes Video zum jeweiligen Flugauto in Spalte 3: YT enthält den externen Link, z. B. nach „YouTube“. Soweit mehrere Videos zur Verfügung standen, wurde der Hörbarkeit von Fahr- und Fluggeräuschen der Vorzug vor Musikuntermalung oder Kommentaren gegeben:
| Produktion | Name der Firma und des Typs          | Videobeispiel | Bauweise | Erstflug | Fluggerätetyp | Straßentyp | Straßenräder | Konstrukteur   | in                     |
| ---------- | ------------------------------------ | ------------- | -------- | -------- | ------------- | ---------- | ------------ | -------------- | ---------------------- |
| 2014       | I-TEC Maverick                       | YT            | Umbau    | 2008     | Gleitschirm   | offroad    | 4            | Steve Saint    | Vereinigte Staaten     |
| 2010       | Plane Driven PD-1 und PD-2           | YT            | Umbau    | 2008     | Flügel        | normal     | 3            | Trey Johnson   | Vereinigte Staaten     |
| 2015       | Terrafugia Transition                | YT            | Umbau    | 2009     | Flügel        | normal     | 4            | Carl Dietrich  | Vereinigte Staaten     |
| 2015       | PAL-V ONE                            | YT            | Umbau    | 2007     | Gyrokopter    | normal     | 3            | John Bakker    | Niederlande            |
| 2016       | Aeromobil                            | YT            | Umbau    | 2013     | Flügel        | normal     | 4            | Stefan Klein   | Slowakei               |
| 2017       | Carplane                             | YT            | komplett | 2016     | Flügel        | normal     | 4            | John Braun     | Deutschland            |
| 2022       | Terrafugia TF-X                      | YT            | komplett | 2021     | VTOL          | normal     | 4            | Carl Dietrich  | Vereinigte Staaten     |
| offen      | Urban Aeronautics X-Hawk             | YT            | komplett | offen    | VTOL          | langsam    | 4            | Rafi Yoeli     | Israel                 |
| offen      | NASA Samarai                         | YT            | komplett | offen    | VTOL          | langsam    | 3            | NASA           | Vereinigte Staaten     |
| offen      | Moller M200X Neurea                  | YT            | komplett | 1975     | VTOL          | langsam    | 3            | Paul Moller    | Vereinigte Staaten     |
| 2015       | Fresh Breeze XCitor                  | YT            | Umbau    | 2014     | Gleitschirm   | offroad    | 3            | Michael Werner | Deutschland            |
| 2012       | Butterfly LLC Sky Cycle als 2-Sitzer | YT            | komplett | 2006     | Gyrokopter    | normal     | 3            | Larry Neal     | Vereinigte Staaten     |
| 2015       | Parajet Skycar                       | YT            | Umbau    | 2009     | Gleitschirm   | offroad    | 4            | Neil Laughton  | Vereinigtes Konigreich |
| 2009       | AutoGyro Calidus                     | YT            | Umbau    | 2009     | Gyrokopter    | normal     | 3            | Team           | Deutschland            |
| keine      | Wagner Aerocar                       | YT            | Umbau    | 1965     | Gyrokopter    | normal     | 4            | Alfred Vogt    | Deutschland            |
| 2017       | PEGASE des Startups VAYLON           | YT            | Umbau    | 2016     | Gleitschirm   | normal     | 4            | Jérôme Dauffy  | Frankreich             |
| offen      | Moller Skycar (M200M und M400)       | YT            | komplett | offen    | VTOL          | langsam    | 3            | Paul Moller    | Vereinigte Staaten     |
| offen      | Samson Switchblade                   | YT            | Umbau    | offen    | Flügel        | normal     | 3            | Sam Bousfield  | Vereinigte Staaten     |
| keine      | Arrowbile oder Aerobile              | YT            | modular  | 1934     | Flügel        | normal     | 3            | Waldo Waterman | Vereinigte Staaten     |
| keine      | Autogiro Pitcairn AC-35              | YT            | Umbau    | 1937     | Gyrokopter    | normal     | 3            | James G. Ray   | Vereinigte Staaten     |
| keine      | Aerocar Metamorphosis                | YT            | modular  | 1949     | Flügel        | normal     | 4            | Molt Taylor    | Vereinigte Staaten     |

Erläuterungen zur Tabelle:
StraßenräderViele der aufgelisteten Flug- und Fahrzeuge besitzen keine weltweite Straßenzulassung und können oft nur per Einzelantrag zugelassen werden. Wichtig hierbei ist die Anzahl der Räder; bei weniger als vier Rädern kann das Gefährt am Boden deutlich einfacher eine Zulassung als „Motorrad“ bekommen.
ProduktionGemeint ist eine Serienproduktion mit laufendem Verkauf der Fahrzeuge. Das Aerobile der 30er Jahre erfüllt diese Bedingung nicht (fünf Stück produziert).
BauweiseEine „komplett“-Variante muss nach der Landung maximal die Rotoren ausrichten, die Rotorblätter oder Flügel automatisiert zurückklappen o. ä. Dagegen heißt „Umbau“, dass das Fahrzeug nach der Landung zwar in einem Stück bleibt, aber für den Straßeneinsatz noch kurz verändert werden muss (z. B. einsammeln des Gleitschirms, Dinge von Hand umklappen oder nach dem automatischen Umklappen von Hand prüfen etc.). Mit „modular“ ist das Zurücklassen eines Teils am Flugplatz gemeint (oder das Verladen des demontierten Teils in einen zusätzlichen Anhänger zwecks Transportes).
ErstflugGemeint ist das Abheben vom Boden ohne zusätzliche Hilfsmittel und ohne Sicherungsleine und das Landen an einem anderen Ort z. B. mindestens einhundert Meter entfernt.
FluggerätetypMit „Flügel“ ist eine flugzeugähnliche Bauweise gemeint, egal ob diese wegklappbar oder starr sind. Ein Gleitschirm kann vor dem Start ggf. automatisch entfaltet werden. Da die Rotoren nicht als Hubmittel, sondern lediglich als Vorwärtsflug-Flügel mit ständig wechselnder rotierender Position konzipiert sind, benötigt ein Gyrokopter (Tragschrauber) trotz des Rotors normalerweise eine Start- und eine Landebahn.
VTOLSenkrechtstarter
StraßentypMit „langsam“ ist gemeint, dass das Fahrzeug am Boden lediglich die Fähigkeit zum Taxiing mit Hilfe von Rädern hat. Eine Teilnahme am regulären Straßenverkehr ist mit dieser geringen Geschwindigkeit nur bedingt möglich und nur bedingt zulässig.

## Geschichte

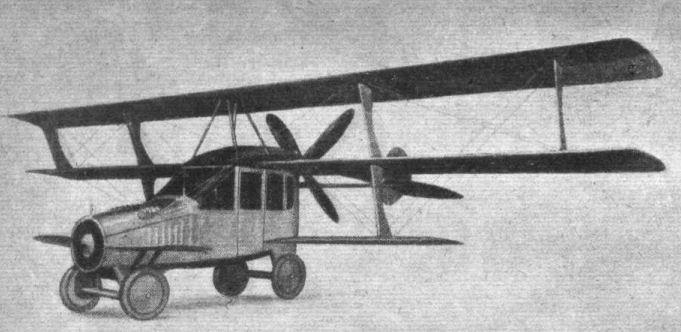
Glenn Curtiss Autoplane von 1917

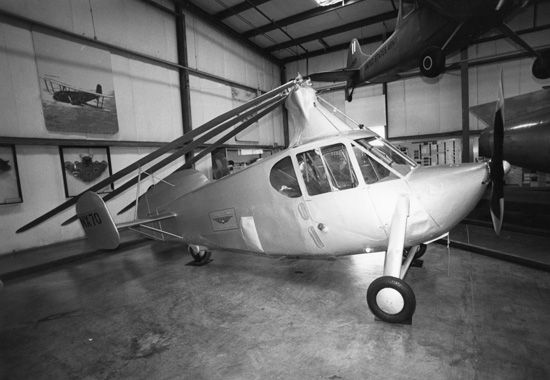
Das erste erfolgreich geflogene Flugauto, das Pitcairn Autogyro AC-35, Erstflug 1936

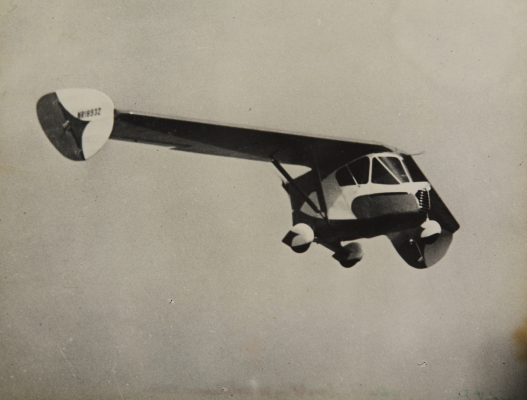
Watermann Arrowbile III, Erstflug 1937

### Idee und erste Experimentalflüge
Als erster Entwurf eines Flugautos gilt heute das Autoplane von Glenn Curtiss aus dem Jahre 1917, das aber nicht flugfähig war. Allerdings hob es kurze Strecken vom Boden ab – nur etwa 30 Jahre nach der Patentierung des ersten Benz-Automobils.
Erst weitere fast 20 Jahre später, am 26. März 1936, hob dann das Pitcairn Autogyro AC-35 für einen Flug über Washington, D.C. ab. Es war durch die US-Behörde „U.S. Department of Commerce“ in Auftrag gegeben worden und von der Pitcairn Aircraft Company hergestellt worden. Es wurde vom Chef der Herstellerfirma und Testpiloten James G. Ray geflogen und landete unter den Augen tausender Zuschauer in einem Stadtpark. Dort baute Ray das Fluggerät binnen weniger Minuten in die straßenfähige Konfiguration um und fuhr es entlang weiterer tausender Zuschauer, begleitet von Kameras, durch den Straßenverkehr zurück zum Ausgangspunkt. Das Vorhaben einer Serienproduktion wurde jedoch nie verwirklicht, noch nicht einmal später in den 60ern als reines Kleinflugzeug ohne Straßenfähigkeit. Die Firma ging zu diesem zweiten Zeitpunkt gerade bankrott. Obwohl das Flugauto wie ein Hubschrauber aussieht, ist es als Gyrokopter (Tragschrauber) konzipiert und konnte, wie die meisten dieser Art nicht senkrecht starten, benötigte also eine Startbahn und auch eine kurze Landebahn.
Das erste fliegende Auto, das dann mehrmals flog und auch mehrfach nachgebaut wurde, entwickelte Waldo Waterman. Am 21. März 1937 führte er den Jungfernflug des Arrowbile oder Aerobile durch. Dieses Flugauto war eine Weiterentwicklung des von ihm erfundenen „schwanzlosen“ Flugzeugs, der Waterman Whatsit. Das Waterman Aerobile hatte eine Flügelspannweite von 11,6 Meter und eine Länge von 6,10 Meter. Sowohl auf dem Boden als auch in der Luft wurde es mit einem Automotor der Firma Studebaker angetrieben, für den zuerst die Homologierung gemäß der Luftfahrtbehörde als Flugzeugmotor erfolgen musste. Die Maschine war in der Luft maximal 177 km/h schnell und fuhr am Boden je nach Quelle maximal 88 km/h oder 112 km/h (gem. NZZ). Die Reichweite betrug 640 Kilometer. Die optimistische Schätzung für den Preis lag bei 1.200 Dollar, falls 10.000 Exemplare verkauft würden. Speziell war das Konzept auch deshalb, weil es darauf verzichtete, die Flügel auf der Straße mitzuführen. An speziellen Rampen in einem Schuppen sollten auf Flugplätzen den Flugzeugen dieses Typs die Flügel abgenommen und gelagert werden.
In der Zeit dieser Anfangserfolge und trotz des Scheiterns an Serienproduktion und Verkauf sagte Henry Ford 1940 über Flugautos: “Mark my word: a combination of airplane and motorcar is coming. You may smile, but it will come.” (englisch für: „Glauben Sie mir: Eine Kombination aus Flugzeug und Automobil wird kommen. Sie mögen lächeln, aber sie wird kommen.“)

### Entwicklung ab dem Ende des Zweiten Weltkrieges

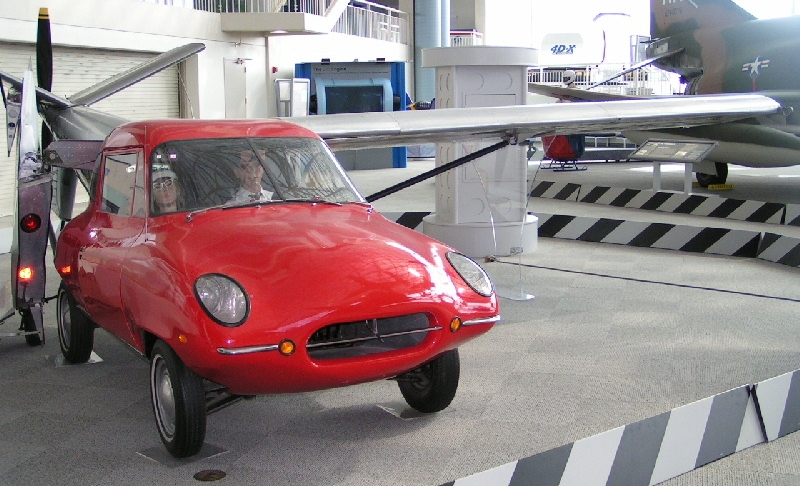
Flügel abmontierbar: Moulton Taylors Aerocar III von 1949

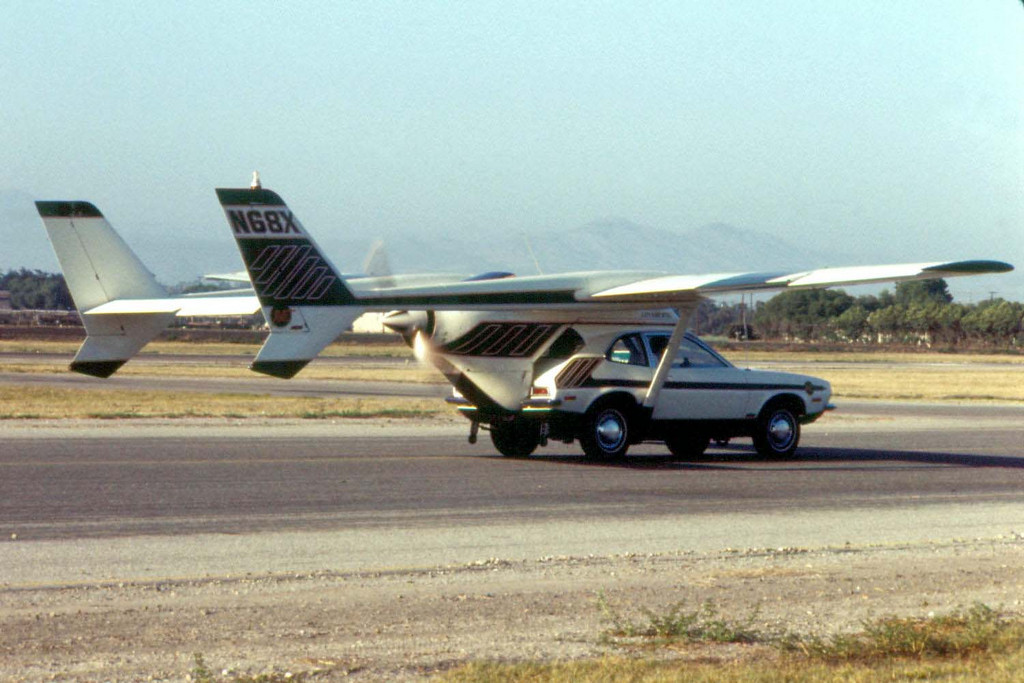
Mizar von AVE, 1973

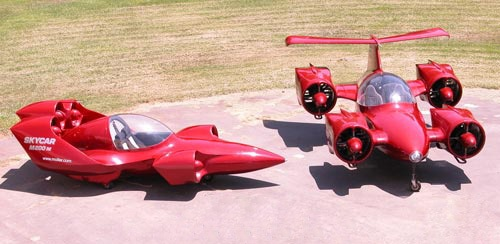
Bis heute in der Entwicklung: Moller Skycars M200M und M400

In den Nachkriegsjahrzehnten wurde durch Science-Fiction die Vorstellung ausgelöst, das fliegende Auto werde im 21. Jahrhundert das Standard-Transportmittel. Doch die tatsächliche Entwicklung schien eher gegenläufig. Es gab zwar einige Prototypen, z. B. das Model 118 ConvAirCar von Convair, das am 12. Juli 1946 seinen Erstflug hatte, oder die Moulton-Taylor-Modelle Aerocar I bis III aus den Jahren 1949 und 1950. Sie hatten jedoch keinen kommerziellen Erfolg und blieben von der Öffentlichkeit weitgehend unbemerkt. Der AVE Mizar, eine Studie des Ingenieurs Henry Smolinski, vereinigte das hintere Teil einer Cessna Skymaster mit einem Ford Pinto. Die beiden Teile lösten sich jedoch während eines Fluges, und Smolinski und der Pilot starben bei dem Absturz.
Mitte der 1960er Jahre präsentierte Bayer Leverkusen die Studie LEV 2000 (nicht funktionsfähig im Maßstab 1:1) für ein Flugauto, das nach damaliger Vorstellung im Jahr 2000 Realität sein könnte. Die Karosserie bestand komplett aus Kunststoff einschließlich der Zierteile, die galvanisch verchromt waren. Nur bei Start und Landung musste der Fahrer manuell eingreifen, während der eigentliche Flug automatisch auf einem „Leitstrahl“ erfolgen sollte. Das Cockpit war mit Instrumenten sowohl für PKW als auch für Flugzeuge ausgestattet und verfügte neben einem Telefon auch über einen Bildschirm zur Wiedergabe von Farbfernsehen. Zum Einparken auf der Straße sollten die Räder um 90° gedreht werden können. Für den Antrieb hatte man noch keine definitive Lösung gefunden, man dachte jedoch über eine Gasturbine nach.
Seit 1964 widmet sich Paul Moller der Entwicklung von Flugautos. Seine letzte Studie, das Moller Skycar ist ein Viersitzer, der autonom, also ohne Zutun der Insassen zu jedem gewünschten in den Bordcomputer einprogrammierten Ort fliegen soll. 2003 wurde eine nicht-autonome Vorversion ersten Flugtests unterzogen. Bis 2013 hat Moller insgesamt 200 Millionen US-Dollar in seine Entwicklungen investiert. Aus Versicherungsgründen waren die getesteten lebensgroßen Flugmodelle locker an einem hängenden Stahlseil mit einem Kran verbunden. Darüber hinaus flog allerdings lediglich in den 60er Jahren ein Vorläufer des Moller M200X einige Meter über Bäume hinweg. Zur Erfüllung seines M400-Projektes initiierte Moller Ende 2013 schließlich eine Crowdfunding-Kampagne, die allerdings Anfang 2014 scheiterte. Sein Verdienst sind aber durchaus Detailentwicklungen und die jahrzehntelange Aufrechterhaltung des Traums vom fliegenden Auto.
Am Ende war es Steve Saint, der Sohn eines bekannten Missionars und Fliegers, der das erste Flugauto baute, das dann auch wirklich in Serie ging, das I-TEC Maverick. Mit diesem Fahrzeug wollte Saint ursprünglich Ureinwohner in entlegenen Gegenden Ecuadors erreichen. Bald jedoch verwirklichte er die Zulassung in den USA, sowohl für den Flugmodus als auch für die Straßenzulassung. Seit 2010 ist das Fahrzeug, das allerdings nur mit 64 km/h fliegt, in diversen Varianten erhältlich.

### Neuere Entwicklungen
Eine neuere Entwicklung ist das Transition der US-Firma Terrafugia, das noch 2015 als Kleinserie auf den Markt kommen soll. Auch das PAL-V ONE des Ingenieurs John Bakker – ein Trike-Tragschrauber – soll ab 2015 oder 2016 zu haben sein.
Mit Stand von 2025 gibt es also nun seit inzwischen 88 Jahren funktionierende und in der Praxis getestete Flugautos, die aber im Alltag noch nicht zu sehen sind, denn bisher wurden von keiner der zahlreichen Entwicklungen mehr als 5 Exemplare gebaut, vom Maverick einmal abgesehen. Die jüngsten ernsthaften Planungen für Kleinserienfertigungen, die alle auf das Jahr 2015 oder 2016 abzielen, lassen jedoch eine Klasse von Luftfahrzeugen entstehen, die den Namen Flugauto wirklich verdient.
2022 wurde für das zweisitzige AirCar des slowakischen Herstellers Klein Vision ein Lufttüchtigkeitszeugnis erteilt.
Das Fahrzeug erreicht eine Maximalgeschwindigkeit von 160 km/h auf der Straße und 190 km/h in der Luft und hat eine Reichweite von 1000 km.
Der niederländische Hersteller PAL-V strebt nach der bereits erfolgten Straßenzulassung für 2022 die Luftfahrtzulassung für ein dreirädriges Tragschrauber-Auto an. Der chinesische Elektrofahrzeughersteller Xpeng plant für Jahr 2024 eine Serienproduktion von Flugautos.

## Fotogalerie weiterer, auch historischer Flugautos

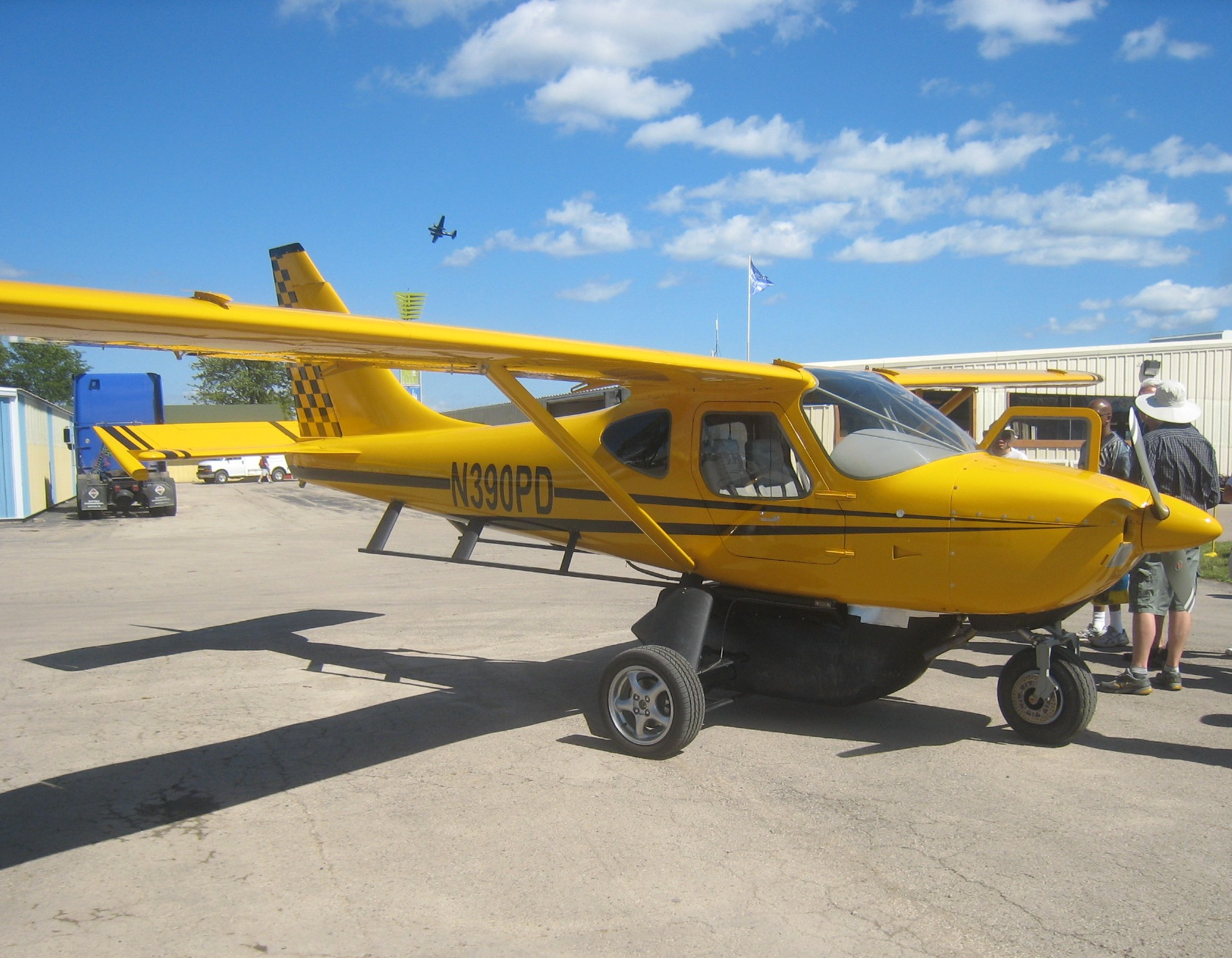
Plane Driven PD-1 von 2010
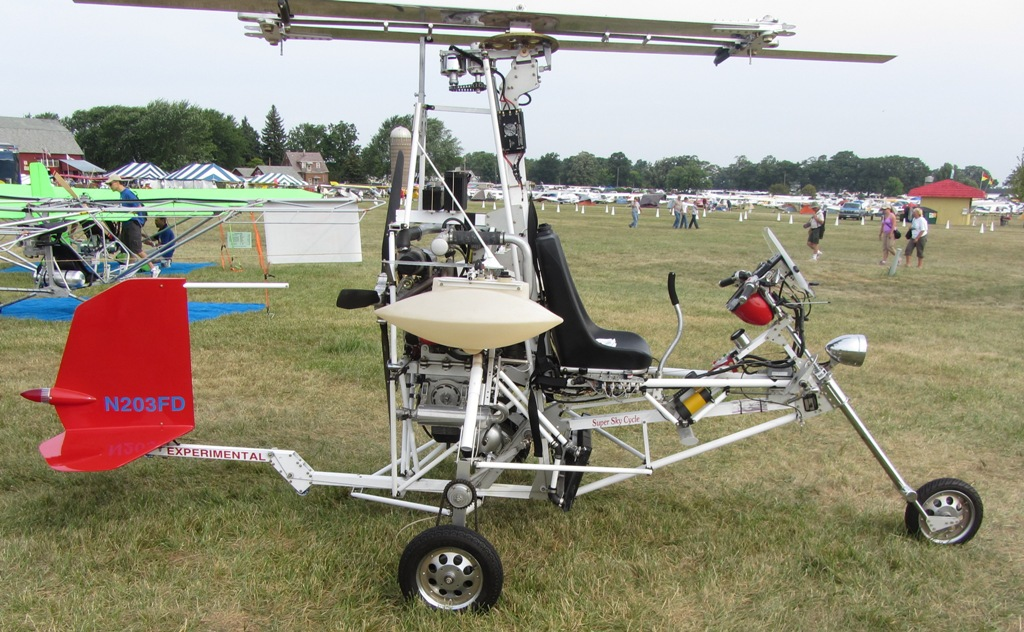
Super Sky Cycle von 2009
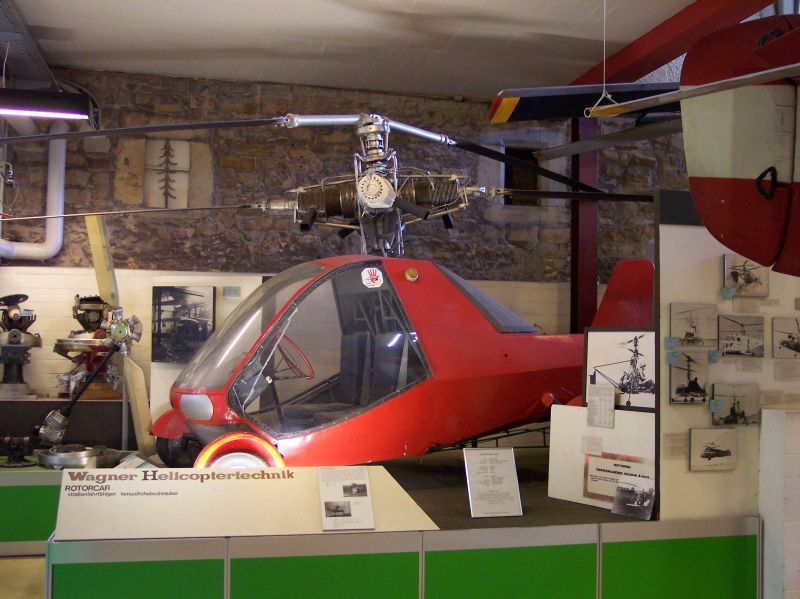
Deutsches Wagner Rotocar von 1965
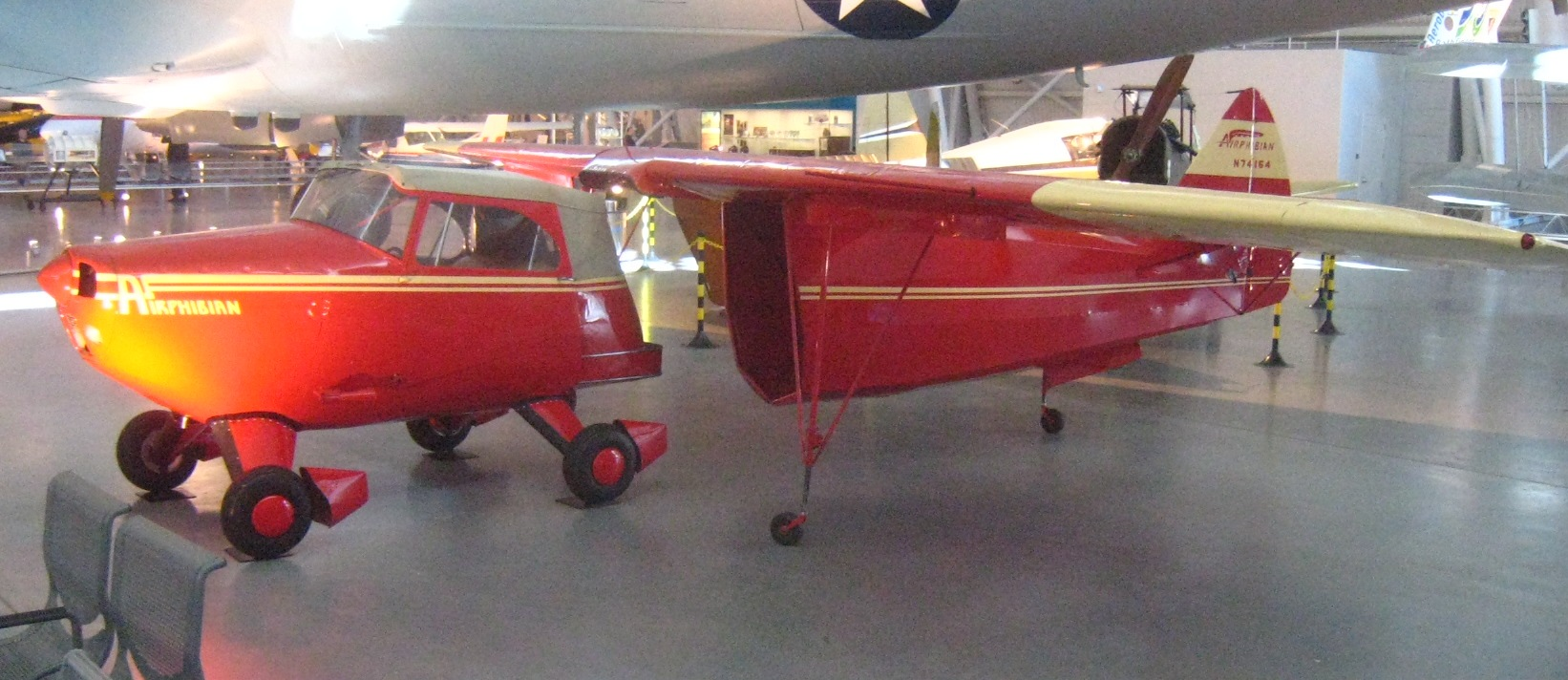
Fulton Airphibian 1964
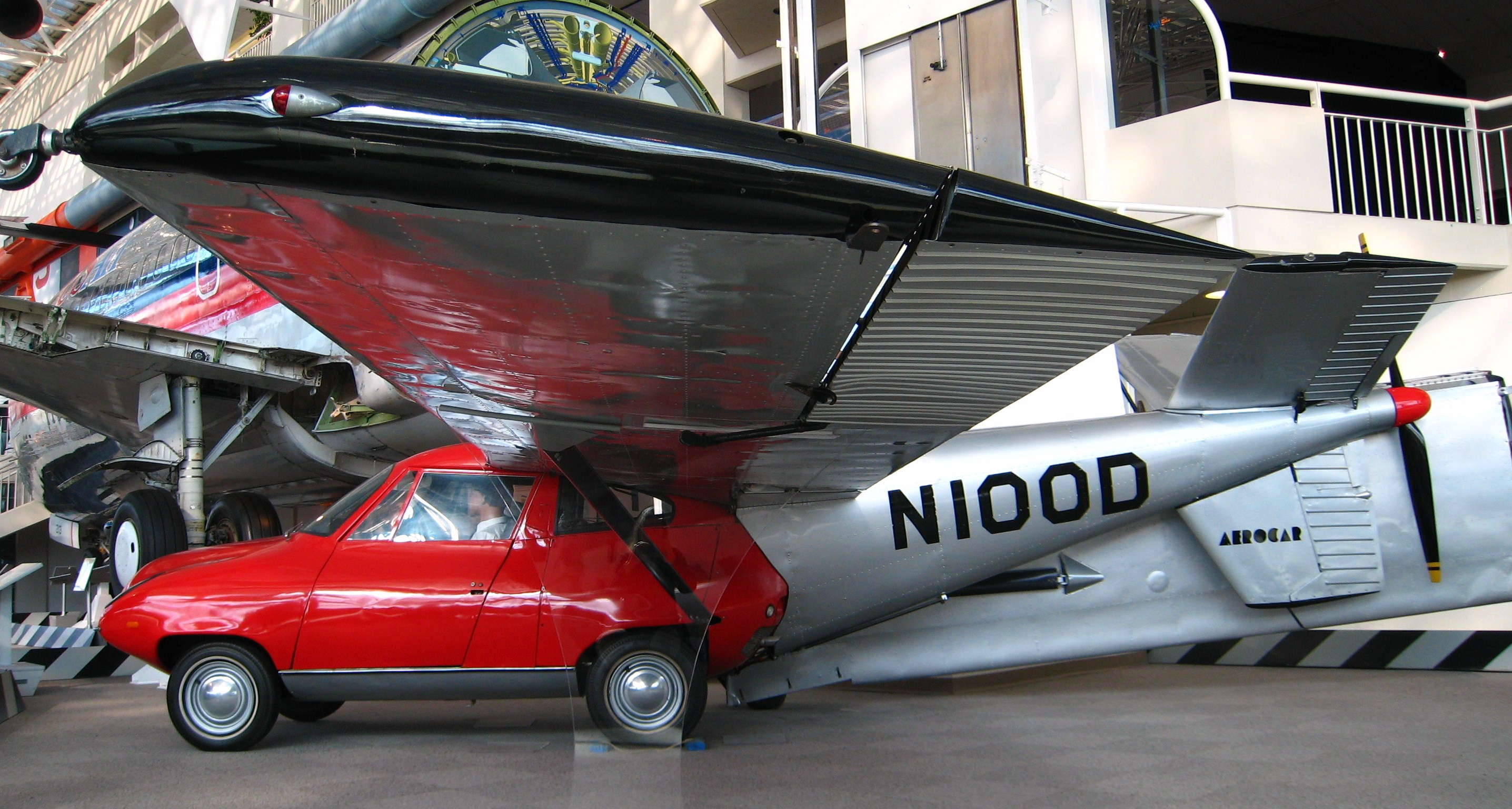
Taylor Aerocar 3 von 1960
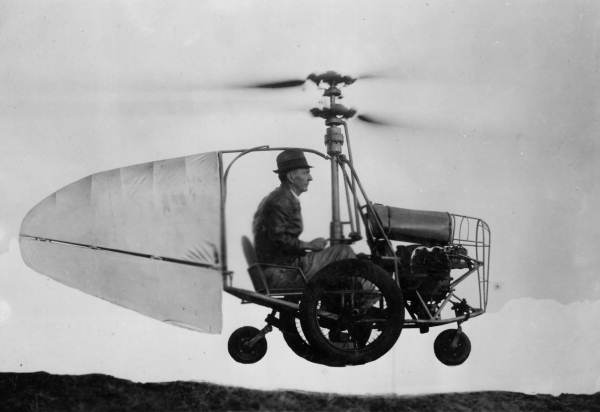
Jess Dixons „Flying Automobile“, 1940
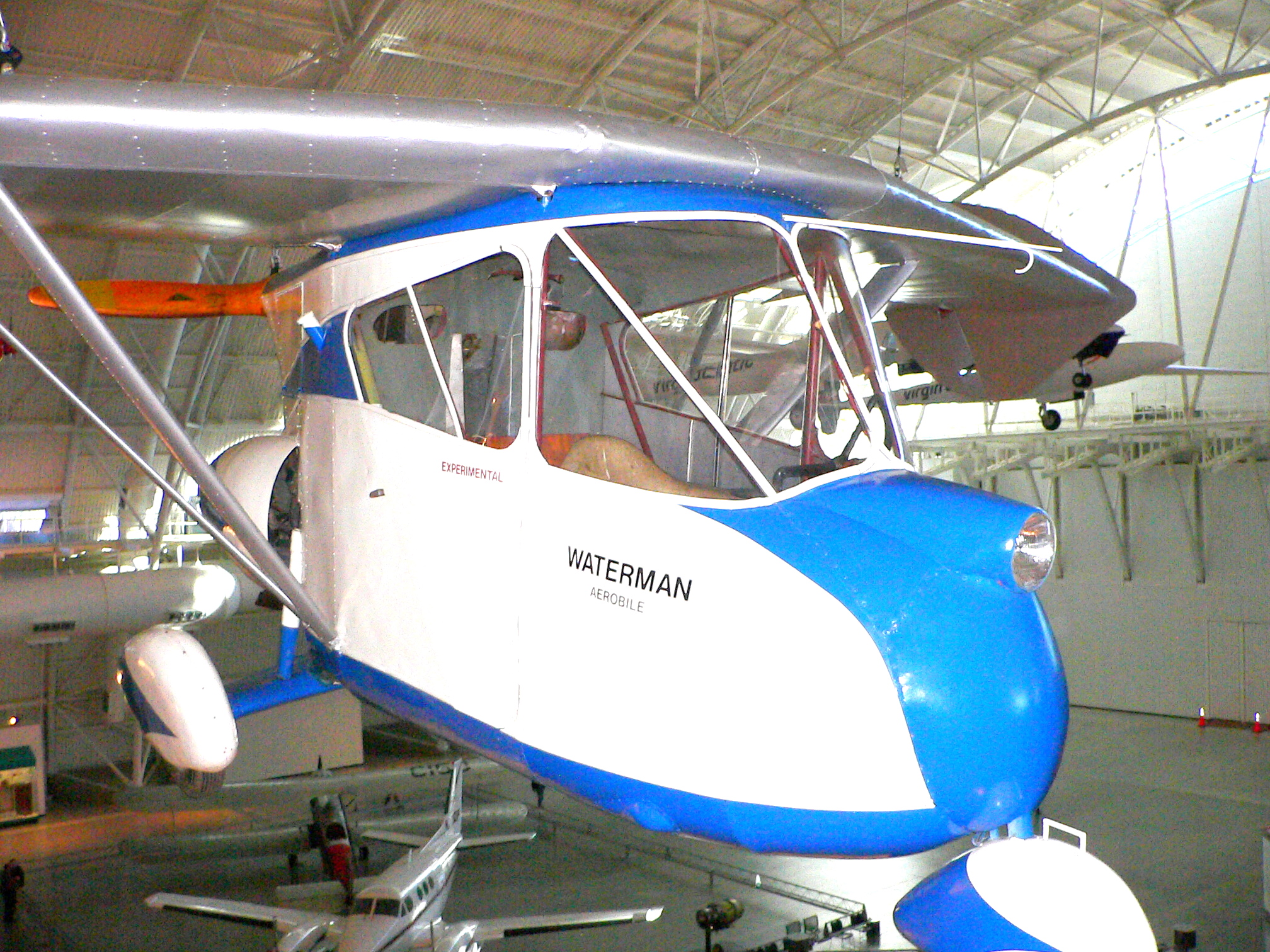
Waterman Aerobile von 1937
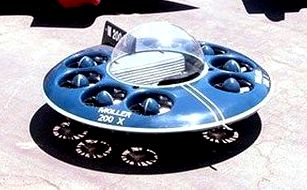
Moller M200X Neuera, geplant